# إكرام بليلو
إكرام بليلو عالمة أحياء مغربية وأستاذة علوم النبات بجامعة الملك عبد الله للعلوم والتقنية . و تركز أبحاثها على كيفية تطوير النباتات لمقاومة الظروف القاسية الناتجة عن الجفاف والملوحة, ,.

## التكوين
ولدت إكرام بليلو  في المغرب. كانت تنوي في البداية دراسة الطب، لكنها تحولت إلى علوم النبات بعد أن طُلب منها تشريح فأر. و درست البيولوجيا في جامعة عبد المالك السعدي,. وأكملت أبحاثها للدكتوراه في جامعة غرناطة  ، هنالك  درست الاستجابة الدفاعية للنباتات من أجل التعايش الفطري الجذري (AM).

## أبحاثها و مسيرتها المهنية
تُولي بليلو اهتمامًا بالكيفية التي تتكيف بها  النباتات مع البيئات القاحلة . وتدرس بشكل خاص كيف تطور النباتات مقاومتها  للتحديات العالمية،لاسيما الجفاف والتصحر . و قد بدأت مسيرتها البحثية في جامعة الملك عبد الله للعلوم والتقنية حيث تم تعيينها أستاذة وباحثة رئيسية في كرسي العلوم النباتية. وتتركز أبحاثها على كيفية التواصل بين الخلايا النباتية ، والذي يشمل دراسة الشبكات التي تدعم حركة البروتينات والتفاعلات فيما بينها. كما تدرس الاستجابة الجزيئية والفسيولوجية للنباتات في مواجهة الظروف البيئية السائدة في المملكة العربية السعودية.
تقترح إكرام بليلو أن النباتات الصحراوية يمكن استخدامها كأساس لمشاريع إعادة التشجير المستدامة ومشاريع الزراعة الصحراوية. و قد حصلت على جائزة أبوظبي لنخيل التمر في عام 2020,.

## منشوراتها (المنتقاة)
- Ikram Blilou; Jian Xu; Marjolein Wildwater; et al. (1 Jan 2005). "The PIN auxin efflux facilitator network controls growth and patterning in Arabidopsis roots". Nature (بالإنجليزية). 433 (7021): 39–44. Bibcode:2005Natur.433...39B. DOI:10.1038/NATURE03184. ISSN:1476-4687. PMID:15635403. QID:Q33340720.
- Mitsuhiro Aida; Renze Heidstra; Viola Willemsen; et al. (1 Oct 2004). "The PLETHORA genes mediate patterning of the Arabidopsis root stem cell niche". Cell (بالإنجليزية). 119 (1): 109–120. DOI:10.1016/J.CELL.2004.09.018. ISSN:0092-8674. PMID:15454085. QID:Q42468459.
- Jirí Friml; Eva Benková; Ikram Blilou; Justyna Wisniewska; Karin Ljung; Ben Scheres; Gerd Jürgens (1 Mar 2002). "AtPIN4 mediates sink-driven auxin gradients and root patterning in Arabidopsis". Cell (بالإنجليزية). 108 (5): 661–673. DOI:10.1016/S0092-8674(02)00656-6. ISSN:0092-8674. PMID:11893337. QID:Q33336995.

## روابط خارجية
قالب:Liens